# Paul Laribeau
Paul Laribeau fue un empresario circense francés, «écuyer» y acróbata, que desarrolló gran parte de su vida en España entre 1827 y 1865. En Madrid fue cofundador del Circo Olímpico (1834) y del Teatro Circo Paul (1847). Como empresario tuvo el mérito de traer a España a históricos jinetes como Juan Bautista Auriol y Thomas Price.

## Biografía
Criado en la rica tradición de caballistas circenses franceses, Paul se casó con Elisa Franconi, nieta del fundador del Cirque Olimpique de París, considerado el primer circo estable de Francia. Escapando de la fuerte competencia en el país galo, el matrimonio se trasladó a España.
En 1827 Laribeau montó un modesto circo ecuestre en la calle del Caballero de Gracia «frente a la fonda de la Cruz de Malta». El local se dará a conocer como "Circo Olímpico". En ese mismo espacio aparece el también caballista francés Monsieur François Avrillon (y su jaca Mosca), cuyo número de mayor éxito era "Las grandes maniobras de la caballería turca". En 1830 el circo pasa a ser dirigido por otro caballista francés, Auguste Reynaud, que "se luce en una serie de galopadas, entre fuego artificial e infernales caballos" (según puede leerse en el Diario de Avisos de Madrid del 22 de septiembre de 1830).
En 1934, Laribeau llevó su caballería circense a un barracón en la plaza de Santa Bárbara, y de allí a la plaza de la Lealtad, acabando en la plaza del Rey a finales de septiembre de 1835. En este último emplazamiento, Paul Laribeau, asociado con su cuñado "Bastien" (Louis-Sebastien Gillet, alias "Gilet"), montan una puesta en escena ecuestre del "Sitio de Bilbao" (1835) en el que había muerto el general carlista Tomás de Zumalacárregui, episodio de recreación histórica que se alternaba con "escenas del Salvaje Oeste", precursoras de todo un universo cinematográfico. 
También hay noticia de que Laribeau dejó Madrid en 1837, para realizar una larga gira por el sur de España, llegando a fundar un nuevo Circo Olímpico en la ciudad de Córdoba, donde presentó números como "El árabe y su caballo", "Las grandes maniobras de lanceros polacos" o "Diávolo o los facinerosos de la Calabria". Regresó de su periplo andaluz en 1840 a Madrid, alquilando un terreno colindante con la casa del conde de Polentinos (o Casa de las Siete Chimeneas), en la Plaza del Rey. El nuevo circo, ideado y puesto en marcha por el empresario Segundo Colmenares, fue anunciado el 19 de abril de 1840 en el Diario de Avisos, e inaugurado cuatro días después con la compañía ecuestre de Paul, que para la ocasión contó además con la participación de Jean Baptiste Auriol y el volatinero Monsieur Ratel.
Se conservan dibujos de las dos fachadas sucesivas diseñadas en 1840 y 1841 por Lucio de Olarrieta. Para el estreno del nuevo Circo Olímpico, Laribeau trajo de Francia al "primer clown grotesco y écuyer de París", Juan Baptiste Auriol; al que consiguió retener hasta el 10 de enero de 1841, fecha en que no pudiendo aplazar más sus compromisos con el Circo Nacional de París, regresó a Francia.
Tras la marcha de Auriol, el Circo Olímpico cayó en decadencia. El cronista Cambronero anota en 1842 la introducción de la ópera en el Olímpico de Paul, con la puesta en escena el 21 de junio de aquel año de La Vestale (estrenada el 10 de marzo de ese año 1840 en el Teatro San Carlo, de Nápoles) del prolífico Saverio Mercadante, con una compañía mixta —con mayoría de intérpretes extranjeros— dirigida por Ramón Carnicer. En 1846 el local cambió de nombre y fue reformado por su nuevo dueño, el empresario José de Salamanca, que convirtió el nuevo Teatro del Circo en el mejor local teatral madrileño del momento, con un aforo para 1.600 espectadores.

### El teatro Circo Paul
Paul Laribeau abrió en 1847 su propio local en el solar de los números 5 y 7 de la calle del Barquillo. Allí inició sus funciones el bautizado Circo Nuevo y Circo de Madrid, pero que todo el mundo llamaría "Circo de Paul". El nuevo local de Laribeau era un gran salón cuadrado, con la pista próxima a la fachada para hacer más funcional el acceso de los animales del espectáculo circense (como había ocurrido en el Circo Olímpico) y tres grandes anfiteatros al fondo del corral además de algunas localidades en torno a la pista. La función inicial corrió a cargo de la compañía circense Tourneaire.
En fecha no precisada, entre finales de 1849 y el comienzo de 1850, el teatro circo fue derribado y Paul se quedó sin local temporalmente. El 17 de agosto de ese año, un tal Mr. Tourniaire abrió un local en la misma calle del Barquillo, muy cerca del solar ocupado antes por el Circo Paul, que aquel verano se aprovechó para mostrar una serie de ascensiones de un globo montgolfier. Por fin, el 6 de agosto de 1851, se estrenó el nuevo circo, el segundo que Paul Laribeau levantó en el solar de la calle de Barquillo. Las revistas de la época recogen en sus crónicas que la presentación incluyó "una compañía de monos sabios y perros amaestrados" y la presencia de la prestidigitadora Mme. Raggi.
En 1852, Laribeau, asociado con la empresa "Soiré madrileña", utilizó el Circo Paul para organizar temporadas de baile de máscaras. Ese, año, en julio, Paul trajo como atracción al profesor de mecánica Mr. Lambert, artista y científico con su "microscopio fotoeléctrico" y la innovadora "luz Drumont". El nuevo local de Laribeau (el Teatro Nuevo que todo Madrid seguía llamando el Paul) continuó programando también espectáculos teatrales de diversa categoría, como el reestreno en 1855 de Oros con triunfos, o lo que es mudar de vestido, de José María Carnero, que ya programó en 1848, con el anterior escenario.
Hay noticia de que Laribeau volvió a distanciarse de su local, no se sabe si para descansar, viajar en giras o dedicarse a otros asuntos. Sí queda referencia de que en enero de 1857 estaba de nuevo en Madrid reformando de nuevo el local de la calle del Barquillo y presentando una compañía dirigida por Carlos Price, miembro de la familia Price. En opinión del domador, periodista e historiador del circo Henry Thétard, hacia 1861, Price relevó a Paul Laribeau como cabeza directora del circo ecuestre en España.

### Paul Laribeau, acróbata
Laribeau, al que como suele ocurrir en el mundo del circo, todo el mundo llamaba por su nombre de pila, fue además de excelente jinete y maestro de doma, un avezado acróbata, al que un diario de la época describe así: "...Paul sostenía sobre sí cuatro hombres con tres pesas de 50 libras y una de 25; dirigía tres caballos sin silla ni brida, trabajaba en el trapecio y hacía equilibrios..."